# 大内持盛
大内 持盛（おおうち もちもり）は、周防国・長門国守護職。安芸国東西条、石見国迩摩郡の領主。

## 生涯
父は応永の乱を起こしたことで有名な、大内氏の第10代当主・大内義弘で、同第12代当主・大内持世の弟。持世の父を祖父の弘世とする説では、持世の兄で義弘の養子になったとしている。元服時に4代将軍足利義持より偏諱の授与を受けて持盛と名乗る（｢盛｣は大内氏の通字の一つである）。
1431年に第11代当主・大内盛見（義弘の弟）が大友氏・少弐氏と戦って筑前国で敗死した後、大内氏内部では跡継ぎをめぐって争いが起こった。生前、大内盛見は甥にあたる大内持世に大内家の家督と長門国を除く所領を継がせ、その弟であった持盛に長門国守護職を継ぐように遺言していたとされる。一方、室町幕府から重用されていた僧侶・満済が書いた『満済准后日記』にはやや違った話が載せられている。満済とも面識があった大内氏重臣・内藤智得は山名時熙を通じて持盛が大内家の家督と周防国と安芸国の一部の所領を継がせ、持世に長門国・筑前国・豊前国を継がせ、一族の大内満世に迩摩郡（石見国）と長門の一部を与える案を満済に伝え、満済はこれを将軍・義教に取り次いだ（永享3年9月3日条）。ところが、後になって内藤は別の僧侶を満済の元に派遣し、生前の盛見が持盛が後を継ぐことに不安を抱いており、自分としては持世を後継者に推挙する旨を伝えてきたのである（同年9月24日条）。その結果、幕府の評議は持世を後継者にすることにし、持世に大内家の家督を継がせる御判と持盛に長門国と石見国迩摩郡・安芸の一部を安堵する御教書を出したという（同10月19・23日条）。この変化について、大内氏の後継を巡る幕府との交渉を任されていた内藤智得が持盛が自分の競合相手であった陶盛政を重用した事に反発して持世支持に転じた事が関係するとみられている。
結果、後継から外されることになった持盛は不満を抱き、持世とともに九州へと出陣していた永享4年2月10日に突如反乱を起こして持世を石見国に追って大内氏領国を制圧する。だが、持世は国人衆の支持を背景にして持盛を攻撃して領国を奪還、1433年4月27日（永享5年4月8日））に、持盛は敗れ豊後国篠崎において討死する。37歳。